# Сабін (Міннесота)
Сабін (англ. Sabin) — місто (англ. city) в США, в окрузі Клей штату Міннесота. Населення — 619 осіб (2020).

## Географія
Сабін розташований за координатами 46°46′46″ пн. ш. 96°39′14″ зх. д. / 46.77944° пн. ш. 96.65389° зх. д. (46.779456, -96.653871).  За даними Бюро перепису населення США в 2010 році місто мало площу 0,91 км², уся площа — суходіл. В 2017 році площа становила 1,15 км², уся площа — суходіл.

## Демографія
Згідно з переписом 2010 року, у місті мешкали 522 особи в 180 домогосподарствах у складі 140 родин. Густота населення становила 572 особи/км².  Було 187 помешкань (205/км²).
Расовий склад населення:
| - 97,7 % — білих - 0,2 % — корінних американців - 1,1 % — осіб інших рас |

До двох чи більше рас належало 1,0 %. Частка іспаномовних становила 2,5 % від усіх жителів.
За віковим діапазоном населення розподілялося таким чином: 32,6 % — особи молодші 18 років, 63,0 % — особи у віці 18—64 років, 4,4 % — особи у віці 65 років та старші. Медіана віку мешканця становила 31,2 року. На 100 осіб жіночої статі у місті припадало 108,0 чоловіків;  на 100 жінок у віці від 18 років та старших — 112,0 чоловіків також старших 18 років.
Середній дохід на одне домашнє господарство  становив 79 690 доларів США (медіана — 73 125), а середній дохід на одну сім'ю — 88 973 долари (медіана — 84 583). Медіана доходів становила 45 938 доларів для чоловіків та 34 688 доларів для жінок. За межею бідності перебувало 4,5 % осіб, у тому числі 6,8 % дітей у віці до 18 років та 0,0 % осіб у віці 65 років та старших.
Цивільне працевлаштоване населення становило 334 особи. Основні галузі зайнятості: освіта, охорона здоров'я та соціальна допомога — 26,9 %, роздрібна торгівля — 12,0 %, будівництво — 10,8 %, виробництво — 10,2 %.